# Venturia (gruppo musicale)
I Venturia sono un gruppo musicale power/progressive metal nato nel 1999 a Montpellier da un'idea del chitarrista Charly Sahona. Lo stile musicale della band è un mix di heavy metal, pop rock, musica elettronica e classica.

## Storia

### 1997–1999: origini e genesi
Dopo dodici anni di studi di pianoforte al conservatorio, ispirato dalla musica pop rock e metal, Charly Sahona inizia a suonare la chitarra elettrica prendendo a modello i virtuosi di questo strumento. Estimatore del progressive metal, Charly decide di comporre e fondare il proprio gruppo Venturia.
Nel 1997 incontra il batterista svizzero Diego Rapacchietti, con il quale incide un primo demo. La complicità musicale e umana tra i due musicisti è immediata. Nel 1999 la nuova band trova stabilità con l'ingresso di Thomas James al basso e Olivier Segura alla voce divenendo così la prima formazione ufficiale dei Venturia nel 2000.

### 2000-2008: DaThe New KingdomaHybrid
Nel 2000 i Venturia realizzano una demo di quattro brani che include le prime versioni di Fallen World, The Unholy One e Walk on to the Daylight.
Nel 2003, Charly entra in contatto con l'etichetta finlandese Lion Music, partecipando alla compilazione tributo al chitarrista Shawn Lane. La casa discografica si interesserà presto a Venturia. Il gruppo è attivo nella preparazione del primo album ma Olivier, per motivi personali, lascia il progetto. Viene sostituito dal cantante americano Marc Ferreira. Allo stesso tempo, Charly propone alla cantante Lydie Robin, con la quale aveva già lavorato per qualche anno, di unirsi a loro.
La registrazione del primo album in studio intitolato The New Kingdom, inizia alla fine del 2004 sotto la direzione di Kevin Codfert. Viene firmato un contratto con l'etichetta danese Intromental Management. L'album è stato pubblicato in tutto il mondo il 21 aprile 2006, riscuotendo il consenso della stampa specializzata e da molti siti web. Nel 2007, la televisione svizzera TSR ha invitato Venturia a interpretare l'intero The New Kingdom per il programma 100% Scène. Nel corso di quest'anno, il gruppo compone e lavora a nuove ricerche sonore per la nuova opera. La registrazione effettuata da Carryl Montini si svolge principalmente in Svizzera tra novembre e marzo.
Il secondo album della band, intitolato Hybrid, è stato pubblicato il 12 settembre 2008. I testi sono orientati verso argomenti sociologici, fantasmagorici, filosofici o di attualità. Perché? This Women's Life è una delle canzoni più forti dell'album. Lydie esplora tutta la ricchezza della sua voce sul difficile tema della circoncisione femminile.

### 2009-in poi:Dawn of a New Era
Nell'agosto 2012 i Venturia pubblicano il loro primo videoclip intitolato What If I, annunciando così il loro terzo album, sempre su etichetta Lion Music. Nel settembre 2012, i Venturia pubblicano il loro terzo album in studio, intitolato Dawn of a New Era.

## Formazione

### Formazione attuale
- Marc Ferreira - voce (2004 - presente)
- Charly Sahona - chitarra elettrica, tastiere (2000 - presente)
- Lydie Robin - voce (2000 - presente)
- Thomas James-Potrel - basso elettrico (2000 - presente)
- Diego Rapacchietti - batteria (2000 - presente)

### Ex componenti
- Olivier Segura - voce (2000 - 2004)

## Discografia
- 2006 - The New Kingdom (Lion Music)
- 2008 - Hybrid (Lion Music)
- 2012 - Dawn of a New Era (Lion Music)